# کنت ویلسن
کنت جی ویلسن (به انگلیسی: Kenneth Geddes Wilson) (زاده ۸ ژوئن ۱۹۳۶ – درگذشته ۱۵ ژوئن ۲۰۱۳) یک فیزیک‌دان نظری آمریکایی بود. او در سال ۱۹۷۵ برنده مدال بولتزمن و همچنین در سال ۱۹۸۱ برای ارائه روشی در مورد تحلیل پدیده‌های بحرانی مفتخر به دریافت جایزه نوبل فیزیک شد.